# Pitcairnia crinita
Pitcairnia crinita là một loài thực vật có hoa trong họ Bromeliaceae. Loài này được E.Pereira & Martinelli miêu tả khoa học đầu tiên năm 1982.